# Мухаметдіново
Мухаметди́ново (рос. Мухаметдиново, башк. Мөхәмәтдин) — присілок у складі Благовіщенського району Башкортостану, Росія. Входить до складу Октябрської сільської ради.
Населення — 19 осіб (2010; 90 в 2002).
Національний склад:
- башкири — 55 %
- татари — 27 %